# Hymne religieux
Pour les articles homonymes, voir Hymne.

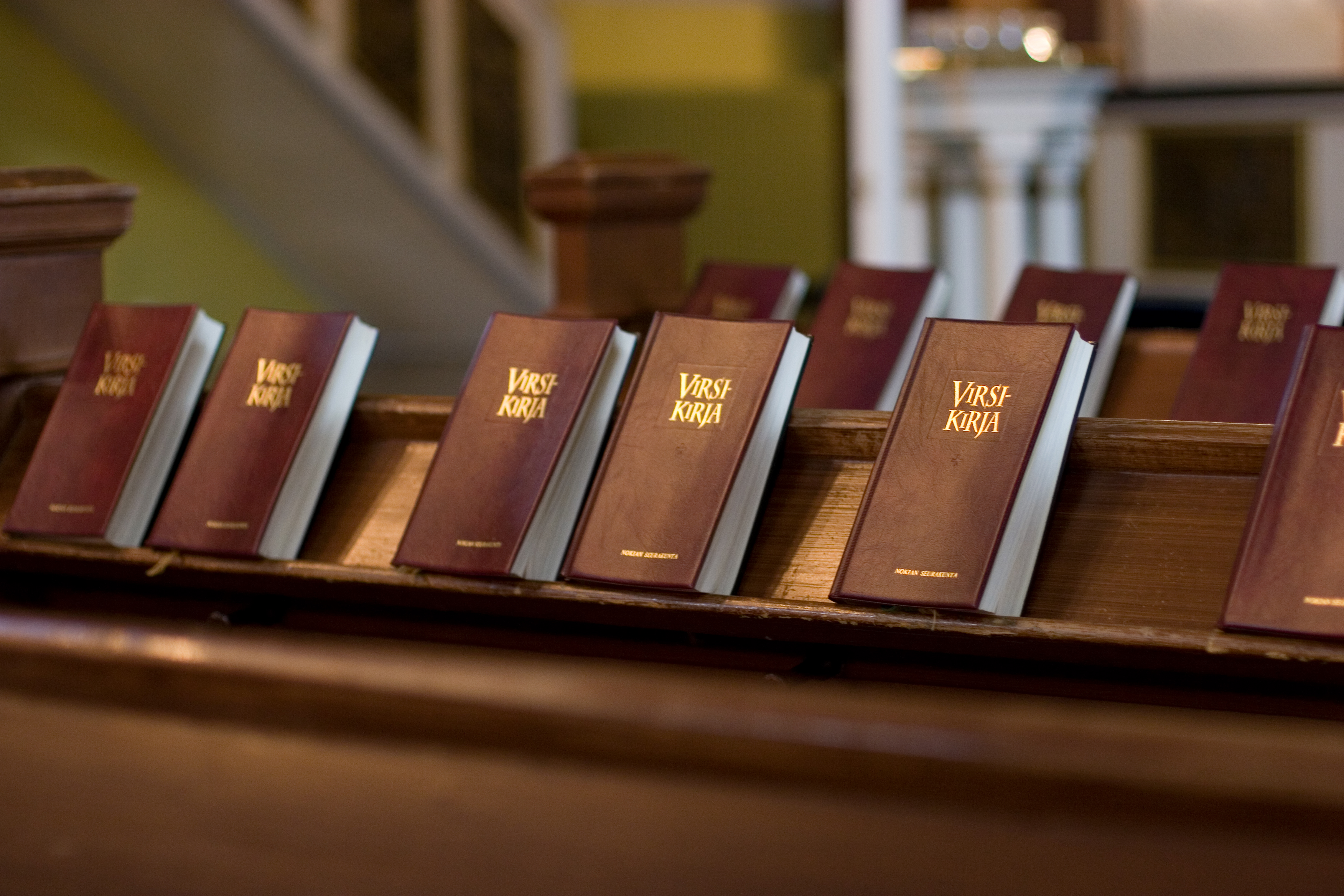
Le Virsikirja, littéralement « livre des hymnes » en finnois, recueil des hymnes de la liturgie de l'Église évangélique-luthérienne de Finlande.

Une ou un hymne (nom féminin ou masculin) est généralement, dans le domaine religieux, un chant, un poème à la gloire des dieux ou des héros, souvent associé à un rituel.
Dans la liturgie catholique, une hymne signifie un poème religieux, chanté notamment pendant l'office divin. Il s'agit essentiellement du quatrain d'après la tradition ancienne, mais son verset et ses syllabes varient selon l'époque de leur composition. En particulier, l'hymne dédiée à la Vierge Marie se distingue en tant qu'hymne mariale, tel l'Ave Maris Stella.

## Terme
L'origine du terme latin hymnus, nom masculin, est celui du grec ancien ὕμνος / humnos, qui signifie : un chant ou un poème, surtout en l'honneur d'un dieu ou d'un héros,. Le verbe grec humnéin, quant à lui, exprime simplement chanter, célébrer, proclamer.
Au Moyen Âge, les chrétiens reprirent ce mot afin de distinguer leurs chants liturgiques à la louange de Dieu, notamment pour les psaumes, mais le terme s'employait déjà très souvent au féminin,. Par ailleurs, au début du XIVe siècle, le mot hymne masculin obtint le sens original du grec, d'abord avec l'écrit ine,. Puis, au XVIe siècle, il y eut l'apparition du sens avec la valeur extensive chant, poème célébrant une personne ou une chose, par exemple ceux de Pierre de Ronsard, et il s'agit de l'origine du mot hymne nationale.
Dès le XVIIe siècle, le terme rétablit cependant le sens comme en latin ecclésiastique, adressé à Dieu, au Christ, à Notre Dame et aux saints. On l'utilise parfois au masculin selon le genre latin immodifiable, mais aujourd'hui l'Église l'emploie plus fréquemment dans la liturgie au féminin,,.
De nos jours, l'hymne se distingue du psaume et du cantique, en raison de son texte non biblique, et est exécutée soit dans le cycle quotidien, soit dans celui de l'année, en soulignant la tonalité propre.

## Dans la liturgie catholique

### Histoire

#### Aux premiers siècles
Même en Occident, la célébration de l'Église était exécutée en grec, dans les premiers trois siècles. Sous influence de la liturgie hébraïque, c'était le soliste qui y chantait après la lecture. Leur répertoire se composait essentiellement des textes bibliques, psaumes et cantiques. Ainsi, l'usage des versets du psaume 63 (62) et du psaume 141 (140) fut redécouvert dans la tradition ancienne de l'Église.
Donc, les textes non bibliques, notamment les hymnes, furent composés plus tard. La tradition de l'hymne connaît ses deux branches d'origine, celle de l'hymne en prose et celle de l'hymne versifiée.
L'hymne en prose se distingue surtout de la Gloria in excelsis Deo. C'est un chant assez particulier. D'abord, cette hymne se commence par un texte biblique (Bible Segond 1910/Évangile selon Luc 2,14) selon lequel l'Église romaine ne l'exécutait qu'à la messe de la nuit de Noël. Ensuite, tout comme la Te Deum, il s'agit également d'une grande doxologie qui signifie parole de gloire, notamment en raison de sa principale caractéristique, une louange à la sainte Trinité. Pendant longtemps, elle fut encore réservée à l'évêque, pour les grandes fêtes de l'année. Enfin, son ancienneté est indiscutable dans la tradition. Il semble que la version primitive en grec puisse remontrer au IIe siècle. La traduction en latin aurait été exécutée au début du IIIe siècle. Le texte ne se stabilisa finalement qu'au IXe siècle. Après cette Gloria, l'Église romaine ne conserve que les deux hymnes en prose, Te Deum ainsi que Te decet laus de saint Benoît de Nursie.
D'ailleurs, il semble que la tradition des hymnes ait été développée, d'abord, auprès de l'église d'Orient. La plus ancienne hymne qui soit parvenue jusqu'ici est la Phôs hilaron (Lumen Hilare en latin), composée entre la fin du IIIe siècle et le début du IVe siècle, mais certains considèrent qu'elle remonte au IIe siècle. S'il n'est pas certain que l'Église occidentale connût cette hymne du lucernaire, l'office actuel en français l'adopte en tant que Joyeuse lumière de la sainte gloire. En Occident, il est vrai que Tertullien († vers 220), le premier auteur qui ait employé le terme Trinitas, écrivit aussi : « De leurs bouches, libres comme leurs cœurs, s'élancent les hymnes pieux et les saints cantiques ». Nonobstant, aucune œuvre de l'époque ne se retrouva jusqu'à nos jours.
Il est probable que les répertoires byzantins comptaient alors un certain nombre d'hymnes grecques. Certes, de nos jours encore ses formes liturgiques manquent de détails. Mais il est hors de doute que, comme les psaumes et cantiques, il s'agît du style in directum, à savoir sans refrain, destiné aux solistes et aux chœurs, donc spécialistes.
Toutefois, c'était auprès de l'Église occidentale que l'hymne devint florissante. Il s'agit des hymnes versifiées.

#### Ambroise de Milan et hymne
Cette forme liturgique de l'Orient fut importée à Milan, pour la première fois dans l'Église occidentale, par saint Ambroise de Milan († 397),. Saint Augustin d'Hippone († 430) précisait cette adoption dans les Confessions (Livre IX, Chapitre VII, 1). Dans cette optique, il existait la schola auprès des basiliques de Milan, à partir de la fin du IVe siècle. Parfois, il s'agissait de deux, la schola des virgines et celle des clercs. L'existence des deux scholæ aussi suggère l'influence de la tradition byzantine, le chant à deux chœurs.

« Que de larmes j'ai versées en écoutant vos hymnes, vos cantiques, vivement ému des mélodieux chants de votre Église ! Ces chants, coulant dans mon oreille, épanchaient la vérité dans mon cœur, y soulevaient des élans de piété et m'arrachaient des larmes, larmes bienheureuses ! VII, 1. L'Église de Milan venait d'adopter cette pratique consolante et sainte : dans un même concert, les fidèles mêlaient avec amour leurs voix et leurs cœurs. Il y avait un peu plus d'un an, Justine, mère du jeune empereur Valentinien, séduite par les ariens, persécutait votre serviteur Ambroise. ... Alors, pour prémunir le peuple contre l'abattement et l'ennui, on résolut de chanter des hymnes et des psaumes, selon l'usage de l'église d'Orient, qui, retenu parmi nous, s'est répandu de proche en proche dans presque toutes les parties du bercail catholique. »

— Saint Augustin, Les Confessions, Livre IX, Chapitre VI, 2 (baptême en 388) suivi du Chapitre VII, 1.
À dire vrai, pour ses fidèles milanaises, saint Ambroise avait considérablement modifié cette psalmodie importée. En répondant au chant du soliste, les paroissiens pouvaient désormais chanter un court verset, à savoir refrain facilement mémorisable pour le texte, et, autant que possible, sur une mélodie déjà connue. Il fallait également des chants complets de la même manière, de sorte que « les fidèles puissent mêler avec amour leurs voix et leurs cœurs. » Alors, la première composition des hymnes latines se commença par saint Ambroise, et saint Augustin lui succéda. Il est vraiment important que, grâce à saint Ambroise, les fidèles pussent dorénavant répartir les chants lors de la célébration, tout comme de nos jours.
D'ailleurs, la totalité des répertoires grecs dans l'Église occidentale avaient été passés en latin entre les IIe et IVe siècles. Donc dès la fin du IVe siècle, il était nécessaire que le répertoire des hymnes latines soit amélioré. L'hymne Te Deum, faussement attribuée à ces deux saints de Milan, fut sûrement composée à cette époque-là, mais par plusieurs auteurs,.
Après avoir profondément touché le cœur de saint Augustin, les hymnes de saint Ambroise établirent une immense réputation dans l'histoire de la liturgie. Auprès des monastères, elles se trouvent dans la règle de saint Césaire, puis celle de saint Benoît. Vers 1108, lors de la première réforme cistercienne, l'abbé Étienne Harding de Cîteaux envoya des moines à Milan, afin d'y recopier les hymnes de saint Ambroise. Enfin, il est probable qu'elles furent à nouveau autorisées dans le rite romain au XIIIe siècle. En dépit de son ancienneté, un certain nombre d'hymnes ambrosiennes sont de nos jours sans contredit attribuées à saint Ambroise. Cette authenticité fut établie grâce à, soit l'existence permanente dans le rite ambrosien (trois hymnes), soit leurs citations dans les sources sûres de l'époque, ou à toutes les deux raisons. De plus, elles se distinguent de leur haut niveau des qualités littéraire et théologique ainsi que de la caractéristique typique y compris leurs huit strophes.
- Æterne rerum Conditor (matines)
- Deus, Creator omnium (vêpres)
- Jam surgit hora tertia
- Splender paternæ gloriaæ (laudes)
- Veni Redemptor gentium

Le futur pape Célestin Ier était un témoin, car il s'aperçut que saint Ambroise faisait chanter la Veni Redemptor gentium à ses fidèles, lors de son long séjour à Milan. Plusieurs citations de saint Augustin sont les plus importantes. Surtout, les deux premières strophes de la Deus, Creator omnium était citées dans les Confessions, sans modification : Livre IX, Chapitre XII, 5.

#### Au début du Moyen Âge
Quelques hymnes d'Aulelius Prudentius Clemens († avant 410), dit Prudence, aussi connaissent plus de 1 600 ans d'histoire et d'utilisation. Son œuvre des hymnes, le Liber Cathemerinon, est de nos jours considéré comme le premier livre d'heures dans la liturgie de l'Église, en dépit de sa simplicité. Elles furent composées pour les six temps liturgiques : hymne au chant du coq et celle du matin ; hymnes avant et après le repas ; hymne pour l'heure où l'on allume la lampe (lucernaire) et hymne avant le sommeil. Le livre assurait et aidait également la liturgie pour Noël, l'Épiphanie, la période du jeûne ou les obsèques (dans le Liber Cathemerinon, fac-similé auprès de la BNF, voir ligne 10). Par ailleurs, l'un de ses manuscrits copiés à la fin du IXe siècle fut acquis par Jean-Baptiste Colbert en 1680, puis accueilli à la Bibliothèque du roi en 1732, actuellement Bibliothèque nationale. Grâce à ce livre, l'auteur de deux hymnes dans le bréviaire romain, toujours chantées, fut identifié : Ales diei nuntis et Nox et tenebræ composées par Prudence. Ses hymnes furent effectivement exécutées à partir du IVe siècle jusqu'au VIe siècle, notamment adoptées par saint Césaire d'Arles puis Aurélien d'Arles.
À cette époque-là, la ville de Poitiers connaissait deux auteurs importants des hymnes. Il s'agit d'une part de saint Hilaire de Poitiers († 367), l'un des premiers auteurs, non seulement de la théologie dans la région mais aussi des hymnes occidentales, juste avant saint Ambroise. Les œuvres de saint Hilaire sont plus savantes que celles de ce dernier. Mais elles ne restent plus dans l'usage de la liturgie. D'autre part, saint Venance Fortunat († 609) se distingue de son soutien pour la reine sainte Radegonde ainsi que de son écriture. Surtout, ses hymnes Pange Lingua et Vexilla Regis pour la sainte croix sont des répertoires importants dans la liturgie actuelle de l'Église romaine.

À dire vrai, l'évangélisation de ces régions avait été effectuée, non par Rome, mais par les pères byzantins, comme Irénée de Lyon. Donc, sans connaître la centralisation de la liturgie, chaque région développait sa tradition dynamique jusqu'à ce que Charlemagne († 814) l'intègre dans la liturgie romaine, tout son empire. C'est la raison pour laquelle, tels Prudence, Fortunat, certains grands poètes de l'époque trouvèrent leur dévotion dans la liturgie, donc la composition des hymnes. Ainsi, en Aquitaine, l'un des disciples brillants d'Ausone devint enfin celui de Jésus-Christ, en plein accord avec son épouse Thérèse, pieuse noble dame de Barcelone. La vie de ce saint Paulin de Nole († 431) fut à nouveau félicitée par le pape Benoît XVI en 2007. Il s'agit exactement de la mission des hymnes : 

« Saint Paulin n'écrivit pas de traités de théologie, mais ses chants et sa correspondance intense sont riches d'une théologie vécue, imprégnée par la Parole de Dieu, constamment étudiée comme une lumière pour la vie. Le sens de l'Église comme mystère d'unité apparaît en particulier… Le témoignage de saint Paulin de Nole nous aide à percevoir l'Église, telle que nous la présente le Concile Vatican II, comme un sacrement de la communion intime avec Dieu et ainsi de l'unité de nous tous et enfin de tout le genre humain. Dans cette perspective, je vous souhaite à tous un bon temps de l'Avent. »

— Benoît XVI, Audience générale, le 12 décembre 2007.
Saint Paulin de Nole rédigea ses laudes annuelles et les Chants de Noël liées à la fête du martyr Félix. L'un de ses communicants, Nicétas de Rémésiana († vers 414), est aujourd'hui considéré en tant que le dernier auteur de la Te Deum. En résumé, il n'est pas suffisant que des évêques écrivissent des chefs-d'œuvre, afin d'expliquer ce phénomène. En revanche et plus précisément, au début du Moyen Âge, de meilleurs écrivains dans l'histoire dont saint Ambroise devinrent évêques. C'est pourquoi leurs hymnes sont toujours chantées avec la vie éternelle.
À Pavie, saint Magnus Felix Ennodius († 521) continuait encore à écrire les hymnes avant que saint Benoît n'établisse une étape remarquable pour les répertoires de celles-ci.

#### Progression de l'hymne
L'usage des hymnes dans les offices monastiques fut définitivement fixé et multiplié par saint Benoît de Nursie, vers 530, avec ses règles :
- hymnes ambrosiennes : lors de l'office solennel des vigiles (chapitre XIII)[31] ; lors de la célébration solennelle aux laudes du dimanche (chapitre XII)[2] ; lors des offices des heures du jour (chapitre XVII)[32]
- d'autres hymnes : également dans les offices du jour (chapitre XVII)[33]

De plus, inspiré par la liturgie byzantine, il est également l'auteur de la brève hymne Te decet laus qui est chantée pour la conclusion aux vigiles monastiques du dimanche (chapitre XI) et des fêtes (chapitre XIV),. La richesse du répertoire des hymnes dans le Psautier monastique, utilisé auprès de la congrégation bénédictine de Solesmes, est indéniable selon la liste au-dessous, en comparaison du Bréviaire ambrosien.
Pareillement, les conciles confirmèrent cet usage dans la liturgie. En 506, lors du concile d'Agde, les évêques catholiques dans le royaume wisigoth demandèrent de chanter les hymnes à l'office de matines ainsi qu'aux vêpres, tous les jours. Puis, le concile de Tours confirma formellement, en 567, l'usage des hymnes ambrosiennes mais également autorisa et officialisa celui d'autres hymnes,.
La légende attribuait certes un certain nombre d'hymnes au pape saint Grégoire Ier († 604) en tant qu'auteur. Mais jusqu'ici, aucun document ne se trouva, afin de justifier cette légende, car la plus ancienne attestation ne remonte qu'au XVIe siècle, celle de Josse Clichtove. Par contre, parmi celles-ci, six belles hymnes se retrouvèrent dans l' Hexameron vespéral. Il s'agit d'une série qui reste anonyme et consacrée aux six jours de la création. Aussi chaque hymne représente-t-elle l'hommage et le louange au Créateur, d'après le chapitre I du livre de la Genèse. De plus, elles furent composées sous influence du modèle de saint Ambroise Deus, Creator omnium, mais la christologie y est plus évidente :
- les 6 hymnes vespérales dans l’Hexameron (première moitié du VIIe siècle, attribuées auparavant à saint Grégoire Ier)[40]. Toutes les hymnes se trouvent exactement dans le Psautier du Bréviaire monastique (1938) (au-dessous). Les textes restent dans nombreuses archives européennes. Les manuscrits les plus anciens sont l'Hymnaire irlandais et le Psautier d'or de Saint-Gall, datés du IXe siècle[41].

1. Lucis Creator optime (dimanche aux vêpres, à savoir commencement du lundi[42], le premier jour de la création : Genèse I, 2 - 5)
2. Immense cæli Conditor (lundi : I, 6 - 8)
3. Telluris ingens Conditor (mardi : I, 9 - 13)
4. Cæli Deus sanctissime (mercredi : I, 14 - 19)
5. Magnæ Deus potentiæ (jeudi : I, 20 - 23)
6. Plasmator hominis Deus (vendredi : I, 24 - 27)

Malgré tout cela, il est certain que saint Grégoire était un grand promoteur de la liturgie de l'Église dans l'histoire.
Le VIIIe siècle s'illustre de la Renaissance carolingienne, à la suite de la recommandation de l'enseignement en latin par Charlemagne. Il est vrai qu'un certain nombre d'hymnes sont attribuées à ce siècle duquel l'auteur le plus important était l'abbé Alcuin de l'abbaye Saint-Martin de Tours. Cet enseignant de Charlemagne et de ses enfants dédia ses hymnes à ce grand empereur. Parmi celles-ci, l'hymne Luminis fons est aujourd'hui chantée toutes les deux semaines, selon le nouveau livre d'heures Liturgia Horarum. L'hymne Gloria, laus et honor pour la procession, quant à elle, fut composée au début du IXe siècle par l'évêque Théodulf d'Orléans († 821). D'ailleurs, la progression des répertoires permit de sortir des hymnaires, tout comme le psautier pour les psaumes.
Nonobstant, l'époque de Charlemagne se caractérisait surtout d'une immense centralisation de la liturgie, celle du rite romain, et le rite ambrosien ne devait pas être exception. Donc, les hymnes de saint Ambroise étaient principalement exécutées dans les monastères, jusqu'au XIIIe siècle.
Un cas particulier, c'est la composition des hymnes liturgiques de Pierre Abélard († 1142). Car, elles furent écrites pour les moniales de l'abbaye du Paraclet où Héloïse d'Argenteuil demeurait,.
Les répertoires des hymnes furent enrichis tout au long du Moyen Âge. Surtout, Thomas d'Aquin († 1274) ajouta ses œuvres, les meilleures hymnes de l'époque grâce à ses connaissances profondes dans les domaines théologique, philosophique ainsi que de la littérature. L'hymne Pange lingua fut également intégré par lui pour l'office du Saint-Sacrement. Le docteur composa ses trois principales hymnes dont quelques morceaux comme O salutaris Hostia, Panis Angelicus sont très fréquemment chantés : l'hymne de matines Sacris solemniis ainsi que celle de laudes Verbum supernum, celle de vêpres Pange lingua.

#### Après la Renaissance
En dépit de son antiquité, chaque fois que le concile avait été tenu, l'hymne obtint plus de degré et de gravité. À la suite du concile de Trente, le pape Clément VIII († 1605) fit sortir le premier cérémonial du Vatican en 1600. Comme le prix de ce dernier était si élevé, en 1630 Dom Bartolomeo Gavanti fit publier la première édition du Thesaurus sacrorum rituum dans laquelle, au regard des offices les plus solennels, le faux-bourdon afin d'amplifier la splendeur était exclusivement autorisé pour les hymnes ainsi que les psaumes de vêpres, quelques antiennes.
Mais la Renaissance toucha sérieusement les textes d'hymnes. Après que plusieurs papes avait fait corriger légèrement ceux du bréviaire, Urbain VIII, homme d'écriture et poète, décida de faire le remanier complètement, dans l'optique du latin compréhensible respectant solidement les règles de la poésie latine. Avant que le nouveau bréviaire ne soit publié en 1632, 952 corrections furent effectuées concernant 1 714 vers. 81 hymnes sur 98 subirent leurs modifications. Ainsi, le début de la Pange lingua gloriosi Prælium certaminis de saint Venance Fortunat fut transformé : « Pange lingua gloriosi Lauream certaminis » à savoir le sens couronné de laurier ou victoire fut ajouté. Toutefois, les ordres monastiques, sauf la congrégation de Saint-Maur, conservaient leurs traditions sans suivre cette rénovation. Quant au bréviaire, il n'y avait plus de remaniement, jusqu'à ce que l'édition de saint Pie X paraisse au XXe siècle.
Le Grand siècle aussi s'illustrait des hymnes. Pierre Corneille († 1684) écrivit plusieurs hymnes au milieu de ce siècle, notamment en faveur des offices de Sainte Geneviève. Lors de son éducation au sein de l'abbaye Port-Royal des Champs, Jean Racine († 1699), futur rival de Corneille, composa ses hymnes des matines, laudes et vêpres, celles du lundi au samedi, en traduisant les textes du bréviaire romain en français. Vingt ans après, il les remania soigneusement et les œuvres furent publiées dans le bréviaire du Tourneux en 1688. Nonobstant ces hymnes furent condamnées par l'archevêque de Paris en raison de sa tendance du jansénisme. Parmi eux, l'hymne du mardi à matines Verbe, égal au Très-Haut (Consor paterni luminis) est aujourd'hui très célèbre après que l'élève Gabriel Fauré († 1924) décrocha le premier prix de composition auprès de l'école Niedermeyer de Paris en 1865, grâce à son œuvre Cantique de Jean Racine,.

#### De nos jours
La réforme des offices, y compris la révision du bréviaire, se commença en 1911, à la suite de la bulle Divino afflatu du pape Pie X, avec sa création d'une commission pontificale. En autorisant l'utilisation du chant grégorien auprès du Saint-Siège, ce pape souhaitait profondément l'amélioration de la liturgie de l'Église.
Le Vatican II confirma à nouveau l'importance des hymnes dans la liturgie occidentale. De sorte qu'après ce concile, la composition de nouvelles hymnes est admise, s'il y a peu d'exemples. Mais Dom Anselmo Lentini († 1989), moine de l'abbaye territoriale du Mont-Cassin, écrivit un certain nombre d'hymnes, selon les vœux du concile. Il est l'auteur de Hymni instaurandi Breviarii Romani (1968). Notamment, l'une de ses œuvres Sol, ecce, lentus occidens (Voici que le soleil lentement décline) fut choisie pour la liturgie actuelle des vêpres, dans le Liturgia Horarum, avec 13 autres hymnes médiévales dont celle de saint Ambroise de Milan. Il s'agit néanmoins d'une hymne en latin entre le classicisme tout comme Virgile et la manière d'Ambroise, donc assez traditionnelle. Ce livre d'heures fut sorti en 1971 selon les textes soigneusement restitués, mais accompagnés des anciens textes qui s'étaient fait réviser par le pape Urbain VIII,.
De nos jours, les hymnes sont plus fréquemment exécutées. En autorisant à commencer tous les offices par l'hymne (exemple des vêpres), le concile explique plusieurs raisons. D'abord, son antiquité peut permettre aux fidèles d'entrer dans le temps liturgique et le mystère de foi. Puis, l'hymne est capable de donner le ton pour la célébration. Ensuite, certaines sont effectivement connues grâce à leur célébrité. Enfin, elles sont parfois si simples que la mémorisation de la musique et même du texte est assez facile. Car les fidèles peuvent bénéficier de la répétition d'une même mélodie pour toutes les strophes ainsi que des rimes. Toutefois, ce dernier point de vue était exactement l'idée de saint Ambroise, car il transformait la psalmodie sans refrain (in directum) en psalmodie avec refrain (responsoriale). « On comprend que cette transformation ait pu être instantanée, l'air étant connu et le texte vite appris ». C'est la même raison pour laquelle il composa pareillement des hymnes.

« Les hymnes, autant qu'il semblera utile, seront rendues à leur forme primitive, en supprimant ou en changeant tout ce qui sent la mythologie ou s'harmonise mal avec la piété chrétienne. On admettra, selon les besoins, d'autres hymnes prises dans le trésor hymnodique. »

— Sacrosanctum concilium (Constitution sur la sainte liturgie), chapitre IV, n° 93 Révision des hymnes (1963).

### Texte
Paul-Augustin Deproost, professeur de la littérature latine à l'université catholique de Louvain, résume les caractéristiques des textes de l'hymne :

« Pour les textes non bibliques, notamment les hymnes, le latin utilisé est celui de l'Antiquité tardive (du IIIe au Ve siècle). C'est du latin classique à la base, mais qui est très fleuri, avec des recherches rhétoriques ou linguistiques, des formes paradoxales, des litotes, etc. Il s'agit d'une poésie très élaborée, qui s'inspire des principes rhétoriques de l'Antiquité. D'où, bien sûr la difficulté de les traduire pour les non-spécialistes. Les hymnes de saint Ambroise, par exemple, paraissent à première vue très épurés, très classiques, très équilibrés, mais quand il s'agit de les traduire, il faut ajouter des mots et aussi en comprendre le sens théologique. Il s'agit vraiment de rhétorique, c'est-à-dire de l'art d'exprimer les choses, de les mettre en valeur de manière littéraire. »

— Entretien dans la revue Canticum Novum 2012, no 60.
De plus, Dom Patrick Hala auprès de l'Abbaye Saint-Pierre de Solesmes souligne la contribution de saint Grégoire Ier († 604) :

« En revanche, l'influence de Grégoire le Grand fut très grande sur l'usage du latin. La grande popularité de ces écrits accentua le déclin du latin classique, amorcé déjà par la version latine de la Bible. Le latin des hymnes de cette époque illustre l'étiolement d'une culture tout autant qu'une tentative de création d'une nouvelle forme poétique. »

— Patrick Hala, Louanges Vespérales, p. 3.
À vrai dire, le latin de saint Ambroise est moins savant que celui de saint Hilaire de Poitiers. Nonobstant la difficulté de traduction reste toujours. Même le cardinal Jean Honoré († 2013) l'admettait : « Il y montre d'autant plus de constance que le style versifié de l'hymnodie se prête plus difficilement à la traduction que celui des oraisons du rituel. »
L'hymne ambrosienne se compose en général de huit strophes de quatre vers de huit syllabes, alternativement brèves et longues. Plus précisément, il s'agit du dimètre iambique,. Toutefois les règles du latin classiques, fondées sur la quantité syllabique, fut négligée dans de nombreux cas. Ce sont essentiellement des hymnes rythmiques, où la structure du vers est déterminée par le nombre des syllabes accentuées. Un excellent exemple est fourni ci-dessous par l'hymne de saint Ambroise Deus, creator omnium, qui comporte huit strophes de quatre vers de huit syllabes.
Le texte des hymnes connut un changement à l'époque de la Renaissance carolingienne, caractérisée d'un retour aux formes de l'antiquité gréco-latine. La composition reposait désormais sur la strophe sapphique, qui était le mètre classique d'Horace ; assez curieusement ce système se développa dans les monastères. La strophe comprend trois vers de onze syllabes, avec une césure à la cinquième, et se conclut par un vers de cinq syllabes qui tient lieu de résumé de la strophe. La quantité syllabique était de nouveau respectée dans ces hymnes. Voici un exemple, l'Hymne de saint Martin, :
I

Iste confessor Domini, sacratus,

Festa plebs cuius celebrat per orbem,

Hodie lætus meruit secreta,

Scandere cæli.

.........

V

Sit salus illi decus atque virtus,

Qui supra cæli residens cacumen,

Totius mundi machinam gubernat,

Trinus et unus.
Au regard du texte de saint Thomas d'Aquin, cette quantité syllabique ne se trouve plus>. En effet, le chant grégorien, chanté dans toute l'Europe au XIIIe siècle, se composait à la base de l'accentuation et non la quantité. « L'enchaînement musical des rimes, la souplesse du rythme sont préférés à l'agencement des brèves et des longues ». Donc chaque strophe de l'hymne de matines Sacris solemniis présente essentiellement le couple de six syllabes, comme l'alexandrin et le quatrain de l'hymne ambrosienne était rétabli, jusqu'à nos jours.
Parmi les auteurs importants, Raban Maur écrivit plusieurs types particuliers d'hymnes.

### Composition complexe
Parfois, les hymnes furent composées par plusieurs auteurs ou de différentes sources.
À la suite des études approfondies du texte et de la musique, on s'aperçoit que l'hymne Te Deum est une œuvre de manière progressive. Ses deux premières parties avaient successivement été composées par au moins deux auteurs inconnus tandis que la dernière étape est attribuée à Nicétas de Rémésiana.
D'autres cas sont plus compliqués. Ainsi, la composition de la brève hymne Te lucis ante terminum à complies n'est pas simple si elle ne se compose que de seules deux strophes et d'une doxologie, dans le Psautier du Bréviaire monastique (1938) :
I

Te lucis ante terminum,

Rerum Creator, poscimus,

Ut solita clementia

Sis præsul ad custodiam.

II

Procul recedant somnia,

Et noctium phantasmata ;

Hostemque nostrum comprime,

Ne polluantur corpora.

(doxologie)

Præsta, Pater omnipotens,

Per Jesum Christum Dominum,

Qui tecum in perpetuum

Regnat cum Sancto Spiritu.

Amen.
Bien que la première strophe puisse être attribuée au VIe siècle, il s'agit des manuscrits irlandais du IXe siècle qui sont sûrs et exactement chantés pour les offices de complies. Toutefois, la deuxième strophe Procul recedant est plus ancienne en supprimant celle de la version Te lucis ante terminum. Elle se trouve dans la règle de saint Césaire, donc fut composée vraisemblablement à la deuxième moitié du Ve siècle. L'hymne actuelle dans la Liturgia Horarum, quant à elle, se constitue de six strophes, à savoir suivie de la deuxième strophe de Procul recedant ainsi que de trois strophes de doxologie. Comme l'on réussit à y établir une belle unité, il est difficilé à deviner qu'elle est hybride.
Il est certain que les poètes vénéraient les chefs-d'œuvre anciens, surtout ceux de saint Ambroise et l'Hexameron. Ainsi, dans son hymne Veni Creator Spiritus, Raban Maur († 856) rendit hommage à l' Hexameron du VIIe siècle.
V

Hostem repellas longius

Pacemque dones protinus ;

Ductore sic te prævio

Vitemus omne noxium.
Le verset « Vitemus omne noxium » se trouve dans la première hymne de l'Hexameron, Lucis Creator optime :
IV

Cælorum pulset intimum,

Vitale tollat præmium ;

Vitemus omne noxium,

Purgemus omne pessimum.

### Répertoires duBréviaire ambrosien
Le Breviarium Ambrosiarum est toujours utilisé dans le rite ambrosien, car cette tradition est assez ancienne autant que le rite romain, vraisemblablement créé et fixé par le pape Célestin Ier († 432) à Rome. Les hymnes ambrosiennes furent tardivement intégrées dans le rite romain au XIIIe siècle alors que les monastères les accueillaient plus tôt. En effet, Charlemagne ordonna que le rite romain soit sans exception respecté dans tous l'empire carolingien et, surtout en 789, que les fidèles chantent obligatoirement chant romain dans toutes les églises « pour l'unanimité de l'Église ».
Au regard des hymnes, on chante :
- matines (du dimanche au samedi) : Æterne rerum Conditor (Ambroise de Milan)
- laudes : Splender paternæ gloriæ (Ambroise de Milan)
- prime : Jam lucis orto sidere
- tierce : Jam surgit hora tertia (dimanche) ; Nunc, Sancte, nobis, Spiritus (semaine)
- sexte : Rector potens, verax Deus
- none : Rerum, Deus, tenax vigor
- vêpres : Deus, Creator omnium (Ambroise de Milan)
- complies : Te lucis ante terminum

Il est évident que ces hymnes gardent presque même fonction dans le Bréviaire monastique, sauf Deus, Creator omnium et Jam surgit hora tertia. À Milan, les trois hymnes de saint Ambroise sont quotidiennement chantées lors des offices les plus solennels, matines, laudes et vêpres.

## Dans le protestantisme
Au XVIe siècle, la Réforme protestante, soucieuse de toucher le peuple, introduit le chant en langue vernaculaire au lieu du latin, ce qui donne lieu à la production d'un répertoire typiquement luthérien, les chorals, et d'un répertoire de tradition réformée basé sur la traduction des psaumes.
Il faut attendre le XIXe siècle pour que, sous l'influence du Réveil, de véritables hymnes soient introduits dans les cultes.
Ce sont les méthodistes qui sont à la fois les principaux vecteurs et les principaux bénéficiaires de cette innovation : John Wesley, le fondateur du méthodisme, estime que le chant fait partie de la « respiration spirituelle » : il est un mouvement tout naturel d’inspiration (divine) et d’expiration (humaine), où l’air expiré active les cordes vocales : « tout comme le souffle divin insufflé dans l’âme est continuellement accepté dans la foi, […] de même, il est rendu […] par la prière, la louange, et l’action de grâces » ; son frère Charles, compositeur et auteur prolifique, apporte au méthodisme l'une de ses principaux atouts : les cantiques, entraînants, plus facilement mémorisés que la prose sèche des sermons. De nombreux autres compositeurs suivent : Isaac Watts, Robert Robinson (en), Edward Perronet (en), John Rippon (en), Reginald Heber, Ira Sankey, Fanny Crosby ou Charles Crozat Converse (en) (qui a composé la mélodie de Quel ami fidèle et tendre). L'un des cantiques de cette période les plus connus est Amazing Grace. En France, Ruben Saillens est un auteur d'hymnes bien connu. Le fait que les hymnes méthodistes, et, par suite, généralisés dans le protestantisme, ne soient pas des citations de la Bible, mais qu'ils soient néanmoins fortement ancrés dans celle-ci leur vaut la désignation courante de cantiques.
Le negro spiritual et le gospel, musique traditionnelle des Afro-Américains, se fraye alors un chemin dans l'hymnologie protestante dans la foulée de cette vague de renouveau musical chrétien.
Au XXe siècle, la musique chrétienne contemporaine a pris une place considérable dans les services chrétiens évangéliques,. Une grande variété de styles musicaux a développé la louange traditionnelle, gospel, rock, symphonique.

## Musique

### Hymnes pour orgue
De nombreux organistes français des XVIIe et XVIIIe siècles ont écrit des versets, pour toucher à l’orgue en alternance avec les versets chantés des principales hymnes traditionnelles :
- Jehan Titelouze : (12) Hymnes pour toucher sur l’orgue avec les fugues et recherches sur leur plain-chant (1626).
- Nicolas Gigault : Te Deum dans son Livre de musique pour l’orgue (1685).
- Nicolas de Grigny : 5 hymnes dans son Livre d’Orgue (1699).
- Louis Marchand : Te Deum (Livre II).
- Livre d’orgue de Montréal : 3 Te Deum (nos 71-86, 237-250, 382-398); Pange linga (nos 270-272).
- Manuscrit de Limoges : no 3. Ave Maris Stella ; no 33. Pange Lingua ; no 36. Conditor Alme Siderum.
- Pierre Dandrieu : Variations sur les hymnes « Stabat mater » et « O filii et Filiæ » (c. 1725).
- Michel Corrette : Hymnes à 3 et à 4 parties dans son 3e Livre d’orgue (c. 1756).
- Jean-Jacques Beauvarlet Charpentier : 4 hymnes dans son Journal d’orgue no 7 ; 3 hymnes dans le Journal d’orgue no 12.
- Jacques-Marie Beauvarlet-Charpentier : Veni Creator.
- L.J.A. Lefébure-Wély : versets sur Veni Creator (Liv. 1), et Pange lingua (Liv. 6) dans L’Organiste moderne.

En Italie, Frescobaldi publie 4 hymnes dans son Secondo Libro di Toccate de 1627.
Au XXe siècle, quelques organistes compositeurs ont laissé des pièces d'orgue s'inspirant des hymnes liturgiques :
- Charles Tournemire : Improvisations sur le Te Deum ; Fantaisie-Improvisation sur l’Ave maris stella, et Choral-Improvisation sur le Victimæ paschali laudes, reconstituées et publiées par Maurice Duruflé.
- Marcel Dupré : Le Tombeau de Titelouze, op. 38 (1942) : 16 chorals sur les hymnes les plus connues.

### Hymnes (musique vocale)
- Marc-Antoine Charpentier a composé 18 Hymnes, numérotés de H.53 à H.71, dans le catalogue raisonné de ses œuvres.

### Lexique
1. 1 2 3 4 5 6  Dictionnaire historique de la langue française, tome II, p. 1763, Le Robert-Sejer, Paris 1998
2. 1 2 3 4  Robert Le Gall, Dictionnaire de liturgie, p. 134, C.L.D., Chambray 1982.
3. 1 2  Encore selon Le Bon Usage dit Grevisse, le dictionnaire de la grammaire française le plus précisé par Maurice Grevisse et André Goosse (14e édition, 2008) § 470 (p. 591) : « Les grammairiens enseignent que hymne est masculin, sauf quand il désigne un « cantique latin qui se chante ou se récite à l'église… » Selon l'étymologie, hymne (du masc. latin hymnus) est masc. La présence de l'e final, souvent jugé caractéristique du fém., explique que l'on a fait passer le mot du masc. au fém. ; l'élision de l'article devant h muet a favorisé ce changement… Mais, en dehors de ce sens particulier, la langue littéraire considère le fém. comme un substitut plus élégant, plus poétique. Dans un contexte religieux : CETTE hymne (Paul Claudel, lettre citée dans Œuvre poétiques., p. 1112). [À propos de son Hymne des saints anges, le commentateur, lui, écrit : CET hymne.] — Chaque personne de la famille a son hymne PRÉFÉRÉE (Valery Larbaud, dans le Figaro littérature, le 7 juillet 1951) — Leur [= des Gallois] chant national, « Pays de nos pères, » est en même temps une prière. Quand les deux équipes [de football] arrivèrent, toute la foule, hommes et femmes, [...] chantèrent avant la bataille CETTE hymne au Seigneur. (Maurois, Silences du col. Bramble, p. 6). — Honorons donc Bacchus comme l'ont fait nos pères. Offrons-lui l 'hymne ANCIENNE (traduction des Géorges, II, dans André Bellessort, Virgile, son œuvre et son temps, tome IV, 1 (1943). — TOUTE CETTE hymne [non religieuse] PLAINTIVE ÉPUISÉE, nous étions près de quitter le jardin (Sainte-Beuve), Œuvres, tome XVIII… »

### Textes
1. ↑  [lire en ligne : texte p. 79 (pdf p. 82) ; traduction p. 78 (pdf p. 81)]
2. ↑  [lire en ligne]
3. ↑  [lire en ligne]
4. 1 2  « Poésies mêlées / Venance Fortunat ; traduites en français pour la première fois par M. Charles Nisard,... avec la collaboration pour les livres I-V de M. Eugène Rittier,... » , sur Gallica, 1887 (consulté le 5 septembre 2020).
5. ↑  « Poésies mêlées / Venance Fortunat ; traduites en français pour la première fois par M. Charles Nisard,... avec la collaboration pour les livres I-V de M. Eugène Rittier,... » , sur Gallica, 1887 (consulté le 5 septembre 2020).

### Lexiques
- Robert Le Gall, Dictionnaire de liturgie, C.L.D., 1982 (lire en ligne)

### Livres liturgiques et fac-similé
- Hymni instaurandi Breviarii Romani, Librairie éditrice vaticane, Vatican 1968
- Liturgia Horarum juxta ritum romanum, première édition, 1971
- Liber hymnarius, Abbaye Saint-Pierre, Solesmes 1985,  (ISBN 978-2-85274-076-1) 622 p.
- Hymnaire (latin-français), Abbaye Saint-Pierre, Solesmes 1985,  (ISBN 978-2-85274-123-2) 574 p.
- Liturgia Horarum, editio altera typica, deuxième édition, Librairie éditrice vaticane, Vatican 1985
- Les hymnes de Liturgia Horarum, texte latin et traduction liturgique en langue française, Desclée-Mame, Paris 1990, 628 p.
- Aurelius Clementis Prudentius, dit Prudence, Liber Cathemerinon et le reste, Bibliothèque nationale Latin 8085, manuscrit copié entre 870 et 899, acquis par Jean-Baptiste Colbert en 1680 [lire en ligne].
- Charles Nisard, Venance Fortunat, poésies mêlées, traduites en français pour la première fois, Librairie de Firmin-Didot, Paris 1887 [lire en ligne].

### Ouvrages
- Alain Michel, In hymnis et canticis : Culture et beauté dans l'hymnique chrétienne latine, t. XX, Publications universitaires ainsi que Vander-Oyez, Louvain et Paris, coll. « série Philosophes médiévaux », 1976, 412 p. (présentation en ligne).
- Missel grégorien, Solesmes, Abbaye Saint-Pierre de Solesmes, 1985, 717 p. (ISBN 2-85274-096-6)
- Denise Launay (préf. Jean Delumeau), La musique religieuse en France : du Concile de Trente à 1804, Paris, Éditions Klincksieck / Société française de musicologie (no 5), 1993, 583 p. (ISBN 2-252-02921-8 et 2-85357-002-9, OCLC 406992983, BNF 36668178)
- Jean Claire, « Les plus anciennes mélodies des hymnes liturgiques », dans Histoire, humanisme et hymnologie, Paris, Presses Paris Sorbonne, 1997, 410 p. (ISBN 978-2-84050-080-3, lire en ligne), p. 355–368.
- Édith Weber, Pierre Guillot et Louis Jambou (éd.), Histoire, humanisme et hymnologie, Paris, Presses de l'université Paris-Sorbonne, 1997, 410 p. (lire en ligne).
- Daniel Saulnier, Le chant grégorien, Solesmes, Abbaye Saint-Pierre, 2003, 126 p. (ISBN 978-2-85274-243-7, OCLC 469590538, BNF 39098244).
- Marie-Emmanuel Pierre (préf. Daniel Saulnier), Cantabo Domino, cours de chant grégorien, Plouharnel, Abbaye Saint-Michel de Kergonan, 2005, 343 p. (ISBN 978-2-9525681-0-4, OCLC 865216896)
- Patrick Hala, Louanges Vespérales : commentaire des hymnes de la Liturgia horarum, t. 1 : I, Vêpres, série hebdomadaire, tierce, sexte et none, complies, série quotidienne, Éditions de Solesmes, coll. « Liturgie », 2008, ix-155 (OCLC 762591552, BNF 42140772) — Jean Honoré, cardinal et archevêque émérite de Tours, Préface, p. v–viii.
- (en) Gabriel Diaz Patri (Conférence du Centre International d'Études Liturgiques, 13-16 septembre 2006 au Merton College, Oxford), chap. 3 « Poetry in the Latin Liturgy », dans Uwe Michael Lang (éd.), The Genius of the Roman Rite: Historical, Theological and Pastoral Perspectives of Catholic Liturgy, Chicago/Mundelein, Hildebrand Books, 2010, xii-253 (ISBN 159525031X, OCLC 965925088, lire en ligne), p. 45–82.

### Chapitres et articles
- Jean Claire, « Saint Ambroise et le changement de style de la psalmodie, Traces importantes de transformation de la psalmodie sans refrain en psalmodie avec refrain dans le Carême milanais (posthume) », dans Études grégoriennes, t. XXXIV, Solesmes, Abbaye Saint-Pierre, 2006-2007, 175 p. (ISBN 978-2-85274-314-4, OCLC 1107169044).
- Gaëlle Herbert de La Portbarré-Viard, « Le discours sur les édifices religieux dans les Carmina de Venance Fortunat : entre poétique originale et héritage de Paulin de Nole », Camenæ, no 11,‎ avril 2012, p. 21.
- Luce Pietri, « Autobiographie d'un poète chrétien : Venance Fortunat, un émigré en terre d'exil ou un immigré parfaitement intégré ? », Camenæ, no 11,‎ avril 2012, p. 12.

### Autres ouvrages
- Ambroise de Milan (texte établi, traduit et annoté sous la direction de Jacques Fontaine), Hymnes, Paris, Éditions du Cerf, coll. « Patrimoines - Christianisme », 1992, 703 p. (présentation en ligne)
- Jean Favier, Charlemagne, Paris, Tallandier, coll. « Texto », 2013, 769 p. (ISBN 9791021000810, OCLC 843380093)

### Musique
- Michel Huglo, « Hymne », dans Marc Honegger, Dictionnaire de la musique : technique, formes, instruments, Éditions Bordas, coll. « Science de la Musique », 1976, 1109 p., Tome I & II (OCLC 3033496), p. 474–478.
- Claude Abromont et Eugène de Montalembert, Guide des formes de la musique occidentale, Paris, Fayard / Henry Lemoine, coll. « Indispensables de la musique », 2010, 237 p. (ISBN 978-2-213-65572-7, OCLC 701598321, BNF 42290337), « L'Hynme, § l'hymne religieuse », p. 472–474.